# Höhlen (Kierspe)

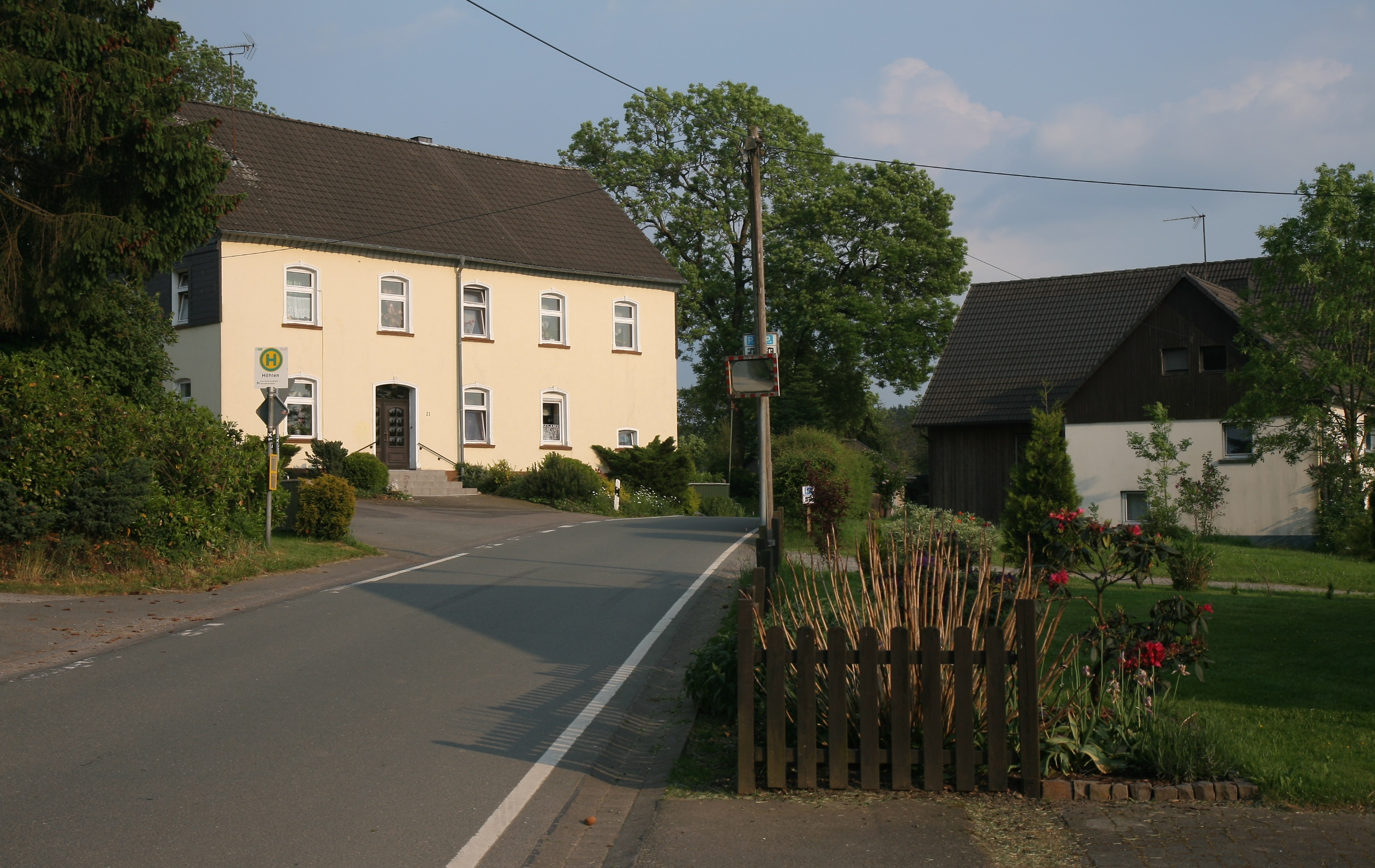
Höhlen

Höhlen ist ein Ortsteil von Kierspe im sauerländischen Märkischen Kreis in Nordrhein-Westfalen.
Der kleine Ortsteil liegt auf 410 m über NN südlich des Kernortes Kierspe. Westlich liegt der Ort Pielenhöhlen, östlich der Friedrichstal und südwestlich der Ort Oberhof. Umgeben ist der Kern des Ortes durch landwirtschaftliche Nutzflächen, dahinter schließen sich kleine bewaldete Flächen an. 
Die Verkehrsanbindung erfolgt hauptsächlich über die Wibringhauser Straße, die den Ort mit der Bundesstraße 237 verbindet. An den ÖPNV ist der Ort über die Buslinie 94 der MVG angeschlossen. Der Wanderweg A3 verläuft durch den Ort.
Die Bewohner von Höhlen werden im Stadtrat von Kierspe durch den gewählten Direktkandidaten des Wahlbezirks 5 vertreten.